# Boulevard de Reims
Le boulevard de Reims est une voie du 17e arrondissement de Paris, en France.

## Situation et accès
Le boulevard de Reims est une voie publique situé dans le 17e arrondissement de Paris. Il débute au 23-25, avenue de la Porte-d'Asnières et se termine rue de Courcelles par la place de Jérusalem.

## Origine du nom

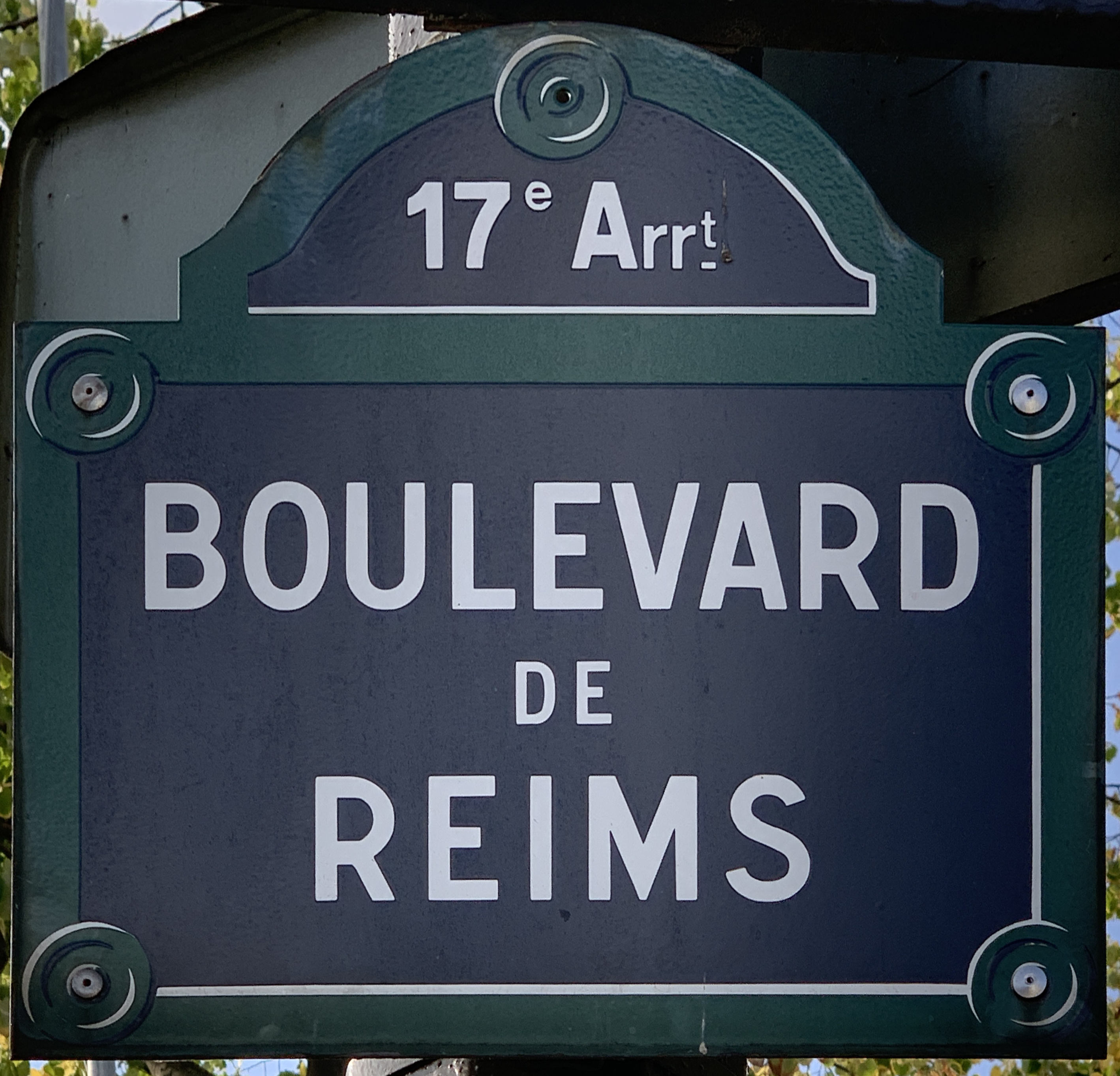
Plaque du boulevard.

Ce boulevard porte ce nom en souvenir des batailles livrées autour de la ville de Reims, durant la Première Guerre mondiale.

## Historique
C'est un tronçon de la route départementale no 11, dite de la Révolte, créée vers 1750 sur l'emplacement d'un ancien chemin conduisant à Saint-Denis.
Elle porte son nom depuis un arrêté du 21 avril 1931.